# هيسموند
هيسموند (بالفرنسية: Hesmond)‏ هي بلدية تقع في إقليم باد كاليه من منطقة نور با دو كاليه في شمال فرنسا. تبلغ مساحة هذه المدينة 8.27 (كم²)، وترتفع عن سطح البحر 41 م، يبلغ عدد سكانها 177 نسمة حسب إحصاء المعهد الوطني للإحصاء والدراسات الاقتصادية سنة 2009 م. وترأس Pascal Deray البلدية خلال فترة (2008-2014).